# Alt.chinese.text

alt.chinese.text是Internet上最早使用中文张贴内容的Usenet新闻组，常缩写为ACT，于1992年6月28日由美国印第安那大学的魏亚桂请该校系统管理员建立，最早的中文电子刊物《华夏文摘》在此新闻组发行。另有使用不同编码的相关新闻组alt.chinese.text.hz、alt.chinese.text.big5等。